# خودروی اندازه بزرگ

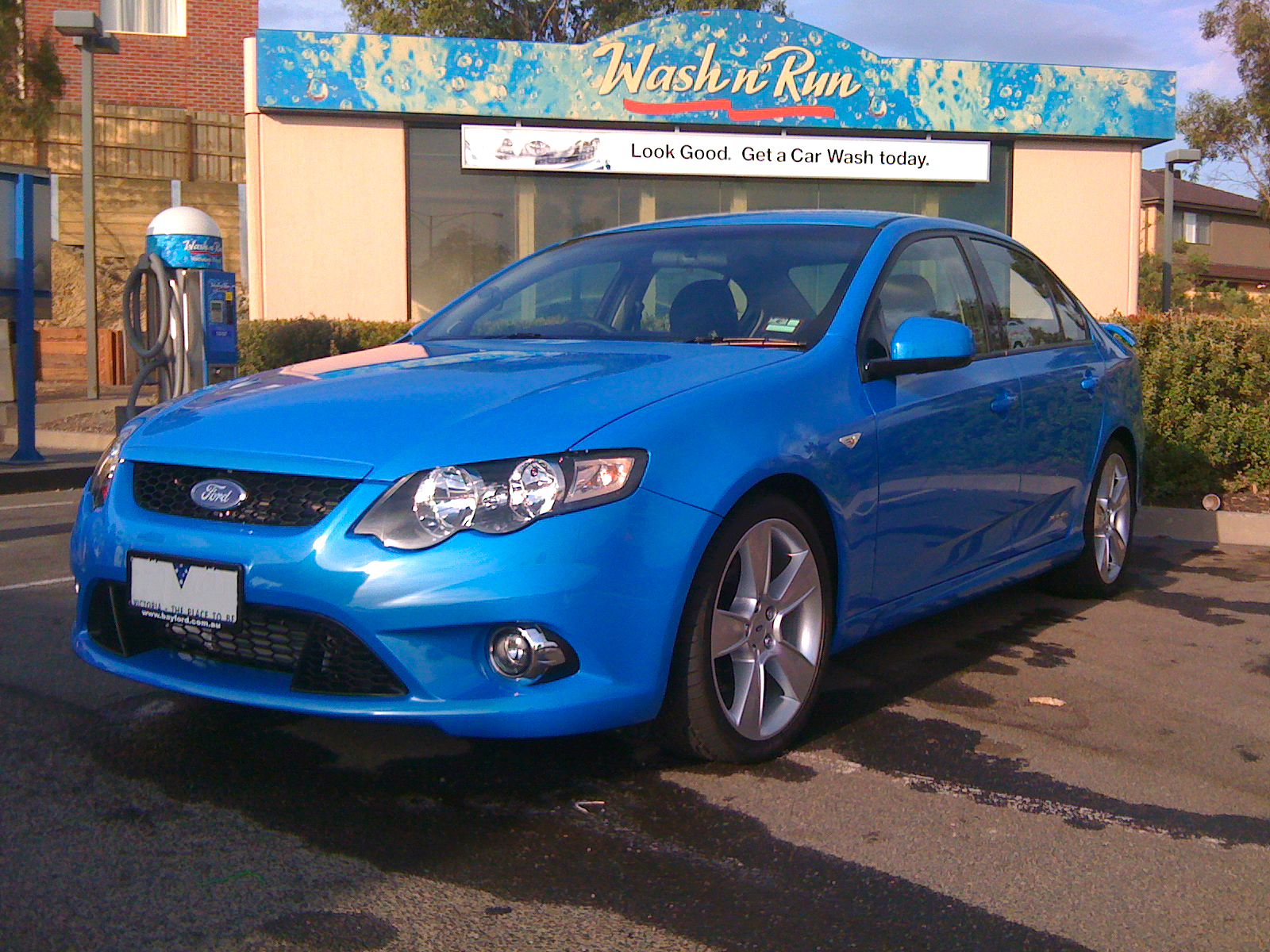
فورد اف‌جی فالکون توربو ۲۰۰۹ با طول ۴٫۹۵ متر و حجم اتاق ۳٫۷۶ متر مکعب

خودرو سایز بزرگ اصطلاحی است تجاری مربوط به آمریکای شمالی و اشاره به خودروهایی دارد که از خودرو سایز متوسط بزرگتر باشند. این کلاس خودرو اغلب با کمک طول خودروهای رده قابل تشخیص است. این خودروها دارای طولی حداقل ۵ متر هستند. خودروهای لوکس و لیموزین را می‌توان عمده کلاس‌هایی دانست که در این رده قرار می‌گیرند. این خودروها را همچنین می‌توان بر اساس حجم فضای داخلی آنها معین کرد. حداقل حجم داخلی این خودروها می‌توان ۳٫۳ متر مکعب دانست.
در استرالیا این گروه از خودرو را خودرو خانواده می‌نامند. همچنین خودرو عملیاتی معادل این کلاس از خودرو در قاره اروپا است. خودروهای سایز بزرگ (عملیاتی)، ۱۵٪ صنعت خودروسازی آلمان را شامل می‌شود.